# Ратни хљебови
„Ратни хљебови” је југословенски ТВ филм из 1981. године. Режирао га је Душан Шабо а сценарио су написали Јан Беран и Исак Самоковлија.

## Улоге
| Глумац           | Улога          |
| ---------------- | -------------- |
| Богданка Савић   | Марта          |
| Еуген Ференци    | Лајош каплар   |
| Вилма Михаљевић  |                |
| Миралем Зупчевић | Војник Ластриц |
| Зоран Бечић      |                |
| Нада Пани        |                |
| Жана Јовановић   |                |
| Хасија Борић     |                |
| Ферид Караица    |                |
| Перо Мојас       |                |
| Санела Спаховић  | Девојчица      |
| Матија Пасти     |                |
| Живомир Личанин  |                |

Остале улоге ▼
| Глумац           | Улога |
| ---------------- | ----- |
| Есад Куленовић   |       |
| Миодраг Трифунов |       |
| Влајко Шпаравало |       |
| Мухарем Осмић    |       |
| Хајрудин Хоџић   |       |
| Томислав Крстић  |       |
| Бошко Марић      |       |
| Златко Прегл     |       |
| Салко Авдић      |       |
| Драган Шувак     |       |